# 2013年淡路島地震
2013年4月淡路島地震(日语：／ awajishima jishin ?)是日本本州的神戶與四國之間的淡路島於2013年4月13日日本時間清晨發生一次Mj6.3的地震；震中位於淡路島附近，震源深度為15公里；大阪、京都等地都感受到震動。是次地震跟阪神大地震震中位置相近，是該次大地震发生後18年來該區域内最大的地震。

## 地震

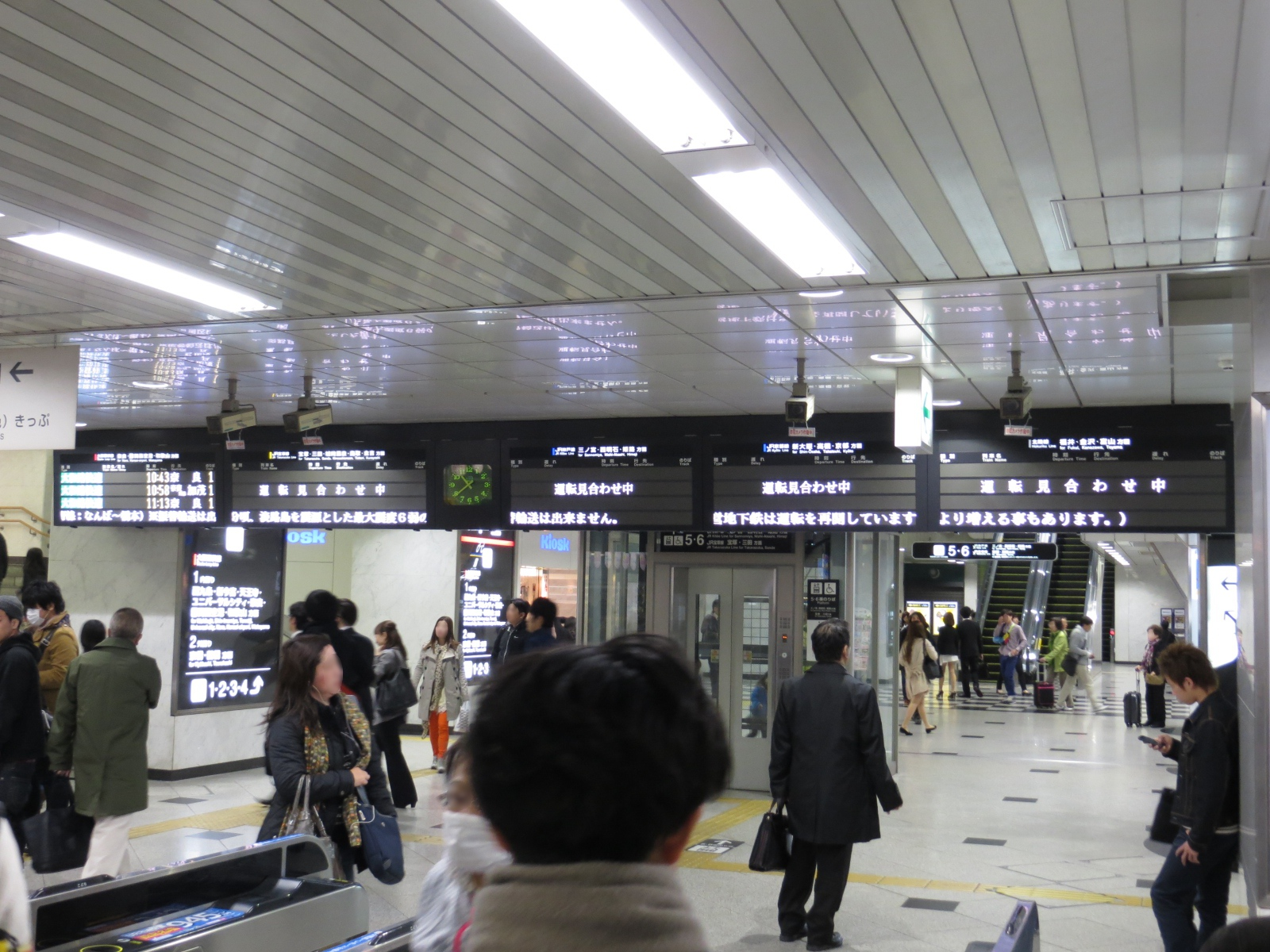
受地震影响而列车停止运行的大阪站

於2013年4月13日日本時間05時33分於兵庫縣淡路島（即北緯34.3度、東經134.5度）發生一次日本气象厅地震规模6.3的地震，其震源深度約15公里，屬淺層地震。日本氣象廳位於淡路市的兩個地震觀測點均錄得日本本土最大震度為6弱，成為日本本土自2011年4月福島地震後首次錄得同等級別及最大震感的地震外，也是兵庫縣自1995年阪神大地震後最嚴重一次的地震；而近畿地方、中部地方以及九州地方包括大阪及京都的地震觀測點普遍錄得震度4外，日本其他縣市也錄得不同級別的震動。
| 震度 | 都道府縣 | 市區町村          |
| ---- | -------- | ----------------- |
| 6弱  | 兵庫縣   | 淡路市            |
| 5強  | 兵庫縣   | 南淡路市          |
| 5弱  | 大阪府   | 岬町              |
| 5弱  | 兵庫縣   | 洲本市            |
| 5弱  | 德島縣   | 鳴門市            |
| 5弱  | 香川縣   | 東香川市 小豆島町 |

因是次地震發生後8分鐘（即05時41分）誘發了位於大阪灣（即北緯34.4度、東經134.9度）一次達Mj3.8的餘震，日本氣象廳在淡路島的兩個地震觀測點均錄得日本本土最大震度為「3」，是至今出現的11次餘震記錄中唯一一次測得達到或超過3级的餘震記錄。

## 誘發原因
日本氣象廳表示是次地震是由於野島斷層的南面斷層互相作向東西方向的壓縮受力而發生碰撞因而形成是次地震，而是次地震跟1995年阪神大地震震中相近，因此日本京都大學防災研究所的研究小組表示是次地震不排除是阪神大地震的餘震。

## 災情

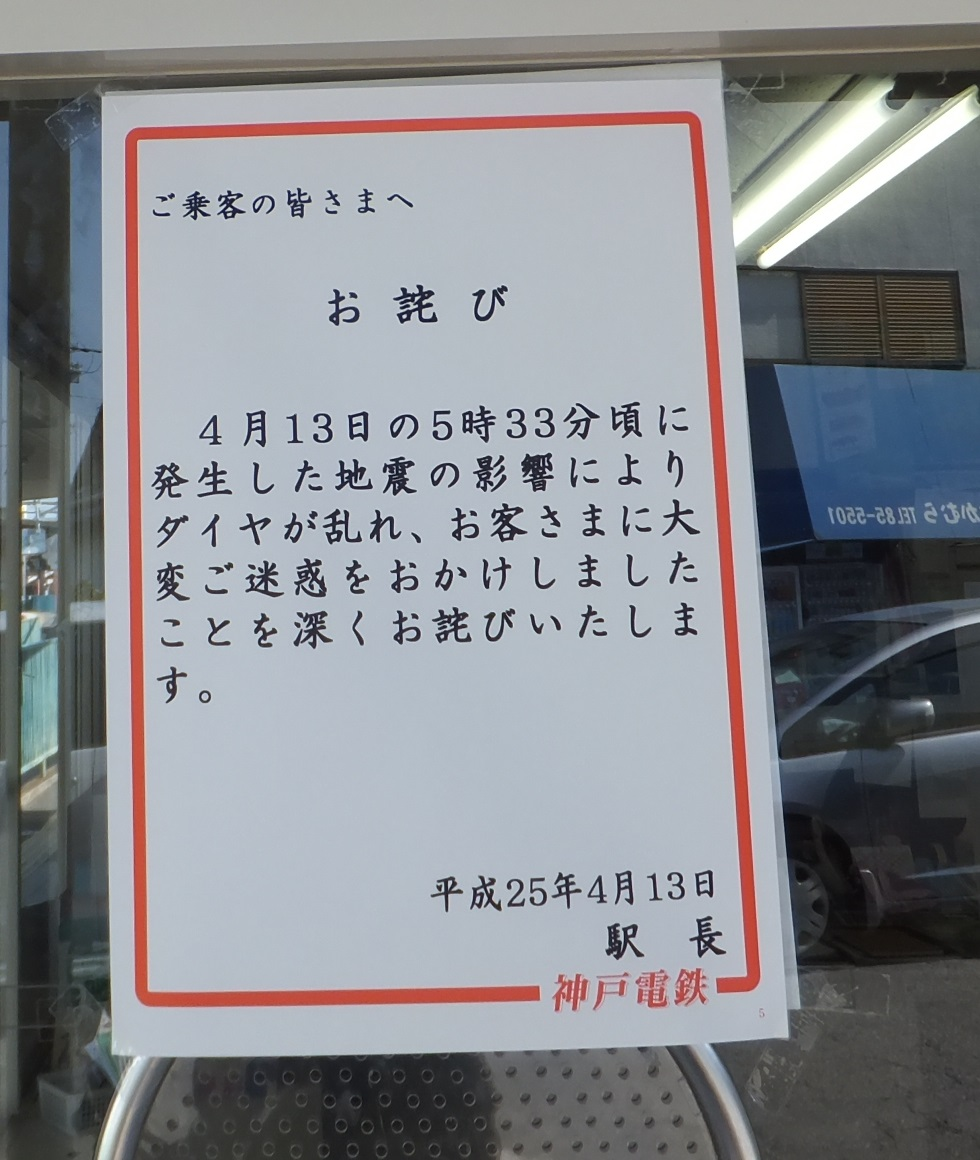
神戶電鐵粟生線一個鐵路站張貼一張因地震影響而受到影響的告示

### 死傷者
地震未有造成任何死亡；但受傷的人數計有23名，而屬於震中的兵庫縣佔有當中的14人。由於大部分居民曾有阪神大地震的經歷，因此在是次地震發生後表現冷靜。

### 建築物
兵庫縣洲本市一家小學操場出現了長約40米的地面龜裂情況外，兵庫縣淡路市的遊樂園Onokoro及淡路市一間醫院的停車場在地震發生後出現土地液化現象；淡路市、神戶、大阪超過1100個建築物受到不同程度的損害，而當中的107個建築物相對嚴重。京都府、大阪府、兵庫縣、奈良縣、和歌山縣約有60,000個住戶一度無法使用天然氣，而大阪部分住戶沒有食水供應

### 交通
受到地震的影響，相對接近震中的關西國際機場在地震後立即作臨時性關閉。京阪神地區的鐵路服務一度全綫停駛至中午前回復正常；山陽新幹線及東海道新幹線分別延遲約70分鐘到站，而JR西日本的21路線約有1,100班鐵路服務也受影響；受鐵路服務影響的乘客高達55萬人

## 備註
1. ↑  日本氣象廳的緊急地震速報第一報的數值是震源位於北緯34.4度、東經134.8度、深度約10公里、震級為6.0[1]；及後作出上修修訂。

## 資料來源
1. 1 2 3 4  . 気象庁. 2013年4月13日  [2013年4月13日]. （原始内容存档于2013年4月13日） （日语）.
2. 1 2 3 4 5 6  . 気象庁. 2013年4月13日  [2013年4月13日]. （原始内容存档于2020年11月10日） （日语）.
3. ↑  . NHK. 2013年4月13日  [2013年4月13日]. （原始内容存档于2013年4月15日） （日语）.
4. ↑  . 香港蘋果日報. 2013年4月14日 （中文（香港））.
5. ↑  . 気象庁. 2013年4月13日  [2013年4月13日]. （原始内容存档于2013年4月12日） （日语）.
6. ↑  . 毎日新聞. 2013年4月13日  [2013年4月13日]. （原始内容存档于2013年5月1日） （日语）.
7. ↑  . NHK. 2013年4月13日  [2013年4月13日]. （原始内容存档于2013年4月16日） （日语）.
8. 1 2   (PDF). 總務省消防廳. 2013年4月13日  [2013年4月13日]. （原始内容 (PDF)存档于2014年2月1日） （日语）.
9. ↑  . 東京夕刊. 2013年4月13日  [2013年4月13日]. （原始内容存档于2013年5月1日） （日语）.
10. 1 2  . 星島日報. 2013年4月14日  [2013年4月14日]. （原始内容存档于2014年3月2日） （中文（香港））.
11. ↑  . NHK. 2013年4月13日  [2013年4月13日]. （原始内容存档于2013年4月15日） （日语）.
12. ↑  . NHK. 2013年4月13日  [2013年4月13日]. （原始内容存档于2013年4月16日） （日语）.
13. ↑  . NHK. 2013年4月13日  [2013年4月13日] （日语）.[永久]
14. ↑  . 朝日新聞. 2013年4月13日  [2013年4月13日]. （原始内容存档于2013年5月2日） （日语）.